# Fédération d'action nationale et européenne
La Fédération d'action nationale et européenne (FANE, Federación de Acción Nacional y Europea) fue una pequeña organización francesa de extrema derecha fundada en abril de 1966. Abiertamente neonazi, fue dirigido por Mark Fredriksen, un empleado bancario que se involucró en el activismo por la Argelia francesa después de servir en los paras (paracaidistas) allí. FANE reunió tres movimientos: Action-Occident, Cercle Charlemagne y el Comité de soutien à l'Europe réelle.

## Ideología e historia
La actividad de la FANE era limitada: el grupo tenía como máximo cien activistas. Publicó una reseña, Notre Europe, relacionada con los Grupos Nacionalistas Revolucionarios (GNR) de François Duprat, y una hoja de noticias, L'Immonde, que exaltaba la Europa "nacionalsocialista y blanca" y proclamaba la "lucha a muerte contra el Judeo-hidra materialista". Los miembros de la FANE incluyeron a Luc Michel, ahora líder del Parti communautaire national-européen (Partido Nacional de la Comunidad Europea), Jacques Bastide, Michel Faci, Michel Caignet y Henri-Robert Petit, periodista y ex colaboracionista que había dirigido el periódico Le Pilori bajo El régimen de Vichy. La FANE mantuvo contactos internacionales con el grupo británico League of Saint George.
La FANE reunió al Frente Nacional de Jean-Marie Le Pen en 1974, reunido en torno a los Grupos Nacionalistas Revolucionarios (GNR) de François Duprat y Alain Renault. Rompió con el FN nuevamente en 1978, llevando consigo partes de los miembros de la FNJ (organización juvenil del FN). 
Después de este breve período en el FN, Fredriksen creó el Faisceaux Nationalistes Européens (FNE) en julio de 1980. Este grupo eventualmente se fusionaría con el Mouvement national et social ethniste en 1987, y luego con el Partido Nacionalista Francés y Europeo (PNFE) en enero de 1994. 
La FANE se disolvió en septiembre de 1980 por un decreto del Consejo de Ministros el 30 de septiembre de 1980, bajo el tercer gabinete de Raymond Barre. Recreada, fue disuelta nuevamente el 23 de enero de 1985 por el gobierno de Laurent Fabius, y por tercera vez el 16 de septiembre de 1987 por el gobierno de Jacques Chirac, acusada de "manifestaciones violentas organizadas por este movimiento, que tiene como uno de Sus objetivos expresados eran el establecimiento de un nuevo régimen nacionalsocialista, "la" organización paramilitar de esta asociación y sus incitaciones a la discriminación racial".